# Salvador Bacarisse
Salvador Bacarisse Chinoria (* 12. September 1898 in Madrid; † 5. August 1963 in Paris) war ein spanischer Musiker und Komponist.

## Leben
Salvador Bacarisse Chinoria studierte Musik am Real Conservatorio de Música in Madrid bei Manuel Fernández Alberdi (Klavier) und Conrado del Campo (Komposition). Er war leitendes Mitglied der Grupo de los Ocho und half bei der Förderung neuer Musik als künstlerischer Leiter der Unión Radio bis 1936.
Bacarisse war Mitglied der Kommunistischen Partei Spaniens und ging nach dem Spanischen Bürgerkrieg nach Paris ins Exil. Von 1945 bis zu seinem Tod arbeitete er für Radio-Télévision Française als Sprecher von Spanisch-Sprachprogrammen.

## Werk
Bacarisse komponierte für Klavier, gemischte Kammer-Ensembles, Opern, darunter El tesoro de Boabdil, welche im Jahr 1958 eine Auszeichnung eines französischen Radiosenders gewann, und Orchester-Werke, darunter vier Klavier-Konzerte und ein Violin-Konzert.
Sein berühmtestes Werk ist heute El Concertino para guitarra y orquesta en la menor Opus 72 („Concertino für Gitarre und Orchester in a-Moll“), welches er 1957 in neoromantischem Stil komponierte.
Seine „Andalusische Phantasie“ ist ein kurzes Stück und erfreut sich immer größerer Beliebtheit in den Repertoires für Harfe und Orchester.

## Werkausgaben (Auswahl)
- Passepied No. II. Hrsg. von Narciso Yepes. Schott, Mainz (= Gitarren-Archiv. Band 608).

| Personendaten    | Personendaten                                     |
| ---------------- | ------------------------------------------------- |
| NAME             | Bacarisse, Salvador                               |
| ALTERNATIVNAMEN  | Bacarisse Chinoria, Salvador (vollständiger Name) |
| KURZBESCHREIBUNG | spanischer Musiker und Komponist                  |
| GEBURTSDATUM     | 12. September 1898                                |
| GEBURTSORT       | Madrid                                            |
| STERBEDATUM      | 5. August 1963                                    |
| STERBEORT        | Paris                                             |